# اوروس-مارتان
شهر اوروس-مارتان (به روسی: Урус-Мартан) در کشور روسیه و در جمهوری چچنستان واقع شده‌است.